# Castelli Calepio
Castelli Calepio är en kommun i provinsen Bergamo i regionen Lombardiet i Italien. Kommunen hade 10 432 invånare (2018).